# Qatar Total Open 2020
Qatar Ladies Open 2020 - жіночий професійний тенісний турнір, що проходив на кортах з твердим покриттям International Tennis and Squash complex у Досі (Катар). Належав до категорії Premier 5 у рамках Туру WTA 2020. Відбувсь увісімнадцяте і тривав з 23 до 29 лютого 2020 року.

## Очки і призові

### Нарахування очок
| Дисципліна       | W   | Ф   | ПФ  | ЧФ  | 1/8 | 1/16 | Round of 56 | Q   | Q2  | Q1  |
| Одиночний розряд | 900 | 585 | 350 | 190 | 105 | 60   | 1           | 30  | 20  | 1   |
| Парний розряд    | 900 | 585 | 350 | 190 | 105 | 1    | Н/Д         | Н/Д | Н/Д | Н/Д |

### Призові гроші
| Дисципліна       | W        | Ф        | ПФ       | ЧФ      | 1/8     | 1/16    | Round of 56 | Q2     | Q1     |
| Одиночний розряд | $605,000 | $304,005 | $151,515 | $69,775 | $34,500 | $17,800 | $9,100      | $5,080 | $2,620 |
| Парний розряд*   | $172,000 | $87,000  | $43,500  | $21,700 | $11,000 | $5,500  | Н/Д         | Н/Д    | Н/Д    |

*на пару

## Учасниці основної сітки в одиночному розряді

### Сіяні пари
| Країна     | Гравчиня            | Рейтинг1 | Сіяна |
| ---------- | ------------------- | -------- | ----- |
| Австралія  | Ешлі Барті          | 1        | 1     |
| Румунія    | Сімона Халеп        | 2        | 2     |
| Чехія      | Кароліна Плішкова   | 3        | 3     |
| Швейцарія  | Белінда Бенчич      | 4        | 4     |
| Україна    | Еліна Світоліна     | 6        | 5     |
| США        | Софія Кенін         | 7        | 6     |
| Нідерланди | Кікі Бертенс        | 8        | 7     |
| Чехія      | Петра Квітова       | 11       | 8     |
| Білорусь   | Арина Соболенко     | 13       | 9     |
| Хорватія   | Петра Мартич        | 15       | 10    |
| Іспанія    | Гарбінє Мугуруса    | 16       | 11    |
| Чехія      | Маркета Вондроушова | 17       | 12    |
| США        | Алісон Ріск         | 18       | 13    |
| Казахстан  | Олена Рибакіна      | 19       | 14    |
| Греція     | Марія Саккарі       | 21       | 15    |
| Бельгія    | Елісе Мертенс       | 22       | 16    |
| Хорватія   | Донна Векич         | 23       | 17    |

- 1 Рейтинг подано станом на 17 лютого 2020

### Інші учасниці
Нижче наведено учасниць, які отримали вайлдкард на участь в основній сітці:
- Чагла Бююкакчай
- Сорана Кирстя
- Унс Джабір
- Віра Звонарьова

Такі учасниці отримали право на участь в основній сітці завдяки захищеному рейтингові:
- Ярослава Шведова

Нижче наведено гравчинь, які пробились в основну сітку через стадію кваліфікації:
- Кірстен Фліпкенс
- Прісцілла Хон
- Дарія Касаткіна
- Тереза Мартінцова
- Бернарда Пера
- Лаура Зігемунд
- Катерина Сінякова
- Джил Тайхманн

Такі тенісистки потрапили в основну сітку як Щасливі лузери:
- Тімеа Бабош
- Місакі Дой

### Відмовились від участі
До початку турніру
- Б'янка Андрееску → її замінила  Дженніфер Брейді
- Кетрін Белліс → її замінила  Полона Герцог
- Деніелл Коллінз → її замінила  Світлана Кузнецова
- Сімона Халеп → її замінила  Місакі Дой
- Анджелік Кербер → її замінила  Карла Суарес Наварро
- Джоанна Конта → її замінила  Айла Томлянович
- Анастасія Павлюченкова → її замінила  Тімеа Бабош

Під час турніру
- Аманда Анісімова (хворобу шлунково-кишкового тракту)
- Олена Рибакіна (травма лівої ноги)

## Учасниці основної сітки в парному розряді

### Сіяні
| Країна            | Гравчиня           | Країна            | Гравчиня            | Рейтинг1 | Сіяна |
| ----------------- | ------------------ | ----------------- | ------------------- | -------- | ----- |
| Китайський Тайбей | Сє Шувей           | Чехія             | Барбора Стрицова    | 3        | 1     |
| Угорщина          | Тімеа Бабош        | Франція           | Крістіна Младенович | 7        | 2     |
| Бельгія           | Елісе Мертенс      | Білорусь          | Арина Соболенко     | 11       | 3     |
| Чехія             | Барбора Крейчикова | Чехія             | Катерина Сінякова   | 19       | 4     |
| США               | Ніколь Мелічар     | КНР               | Сюй Їфань           | 26       | 5     |
| Канада            | Габріела Дабровскі | Латвія            | Олена Остапенко     | 26       | 6     |
| Китайський Тайбей | Чжань Хаоцін       | Китайський Тайбей | Латіша Чжань        | 26       | 7     |
| Австралія         | Ешлі Барті         | Нідерланди        | Демі Схюрс          | 27       | 8     |

- Рейтинг подано станом на 17 лютого 2020.

### Інші учасниці
Нижче наведено пари, які отримали вайлдкард на участь в основній сітці:
- Чагла Бююкакчай /  Лаура Зігемунд
- Каролін Гарсія /  Саня Мірза
- Алла Кудрявцева /  Катарина Среботнік

### Відмовились від участі
Під час турніру
- Латіша Чжань (запаморочення)

## Переможниці та фіналістки

### Одиночний розряд
- Арина Соболенко —  Петра Квітова, 6–3, 6–3

### Парний розряд
- Сє Шувей /  Барбора Стрицова —  Габріела Дабровскі /  Олена Остапенко, 6–2, 5–7, [10–2]